# خانه کوچک (مجموعه تلویزیونی)
خانهٔ کوچک در چمنزار (به انگلیسی: Little House on the Prairie) سریال تلویزیونی آمریکایی است که بر اساس رمان لورا اینگلز وایلدر تهیه شده‌است. این سریال از ۳۰ مارس ۱۹۷۴ تا ۲۱ مارس ۱۹۸۳ هر هفته از کانال ان‌بی‌سی پخش می‌شد. این سریال در ۹ فصل ساخته شد بعد از آن سه فیلم سینمایی نیز در ادامه این سریال ساخته شد.

## موضوع
این سریال داستان خانواده‌ای کشاورز را در قرن نوزدهم نشان می‌دهد که در روستایی به نام والنات گرو در ایالت مینه‌سوتا اقامت کردند. در این سریال داستان زندگی لورا اینگلز، فرزند دوم این خانواده، قهرمان اصلی این فیلم، از کودکی تا دوران تدریس در مدرسه و ازدواجش در والنات گرو نشان داده می‌شود.

## نقش‌ها
- ملیسا گیلبرت (لورا اینگلز)
- مایکل لاندون (چارلز اینگلز - پدر خانواده)
- کارن گراسل (کارولین اینگلز - مادر خانواده)
- ملیسا سو اندرسون (مری اینگلز)
- لینزی و سیدنی گرینبوش (کری اینگلز)
- متیو چارلز لابورتیو (آلبرت - کودکی چارلز اینگلز)
- آلیسون آرن گریم (نلی اولسن)
- کاترین مک گرگور (هریت اولسن)
- ریچارد بول (نلز اولسن)
- ویکتور فرنچ (آیزاها ادواردز)
- بانی بارتلت (گریس ادواردز)
- کوین هاگن (دکتر بیکر)
- جاناتان گیلبرت (ویلی اولسن)
- کتی کورتزمن (کودکی کارولین اینگلز)
- کارل اسونسون (لارس هنسون)
- شارلوت استوارت (اوا بیدل)
- دبز گریر (پدر روحانی)
- رادامس پرا (جان ادواردز)
- برایان پارت (کارل ادواردز)
- کایل ریچاردز (آلوشیا ادواردز)
- مرلین اولسن (جاناتان گاروی)
- هرشا ورادی (آلیس گاروی)
- پاتریک لابارتو (اندی گاروی)
- لینوود بومر (آدام کندال)
- کتی لستر (هسترسو)
- وندی و برندا تورنبا (گریس اینگلز)
- دین باتلر (آلمانزو وایلدر)
- لوسی لی فلیپین (الیزا وایلدر)
- الیسن بالسن (نانسی)
- جیسون بیفمن (جیمز کوپر)
- میسی فرانسیز (کاساندرا کوپر)
- شانن دوهرتی (جنی وایلدر)
- استیو تریسی (پرسیوال دالتون)